# 5. politbyro ústředního výboru Komunistické strany Číny
5. politbyro Ústředního výboru Komunistické strany Číny (čínsky v českém přepisu Čung-kuo Kung-čchan-tang ti-wu-ťie Čung-jang Čeng-č’-ťü, pchin-jinem Zhōngguó Gòngchǎndǎng dìwǔjiè Zhōngyāng Zhèngzhìjú, znaky 中国共产党第五届中央政治局) bylo v letech 1927–1928 skupinou členů ústředního výboru Komunistické strany Číny, která tvořila užší vedení Komunistické strany Číny. Několik nejvýznamnějších členů politbyra tvořilo nejužší vedení, takzvaný stálý výbor.
Páté politbyro bylo zvoleno v květnu 1927 ve Wu-chanu na prvním zasedání 5. ústředního výboru zvoleného na závěr V. sjezdu KS Číny. Skládalo se z deseti osob, osmi členů a dvou kandidátů. V srpnu 1927 bylo nahrazeno prozatímním politbyrem, které fungovalo do VI. sjezdu v červnu/červenci 1928.
- Politbyro zvolené v květnu 1927:
  - členové: Čchen Tu-siou (generální tajemník do července 1927), Cchaj Che-sen, Li Wej-chan, Čchü Čchiou-paj, Čang Kuo-tchao, Tchan Pching-šan, Li Li-san a Čou En-laj;[1]
  - kandidáti: Su Čao-čeng a Čang Tchaj-lej;[1]
  - členové stálého výboru politbyra (květen–červenec 1927): Čchen Tu-siou, Cchaj Che-sen, Čang Kuo-tchao, Čchü Čchiou-paj (červen 1927), Tchan Pching-šan (červen–červenec 1927), Čou En-laj (květen–červen 1927);[1]
  - členové prozatímního stálého výboru politbyra (červenec–srpen 1927): Čang Kuo-tchao, Li Wej-chan, Čou En-laj, Li Li-san, Čang Tchaj-lej.[1]

- prozatímní politbyro od srpna 1927:
  - členové: Čchü Čchiou-paj (předseda), Su Čao-čeng, Siang Čung-fa, Luo I-nung (do dubna 1928), Ku Šun-čang, Wang Che-po (do října 1927), Li Wej-chan, Pcheng Pchaj, Žen Pi-š’, Čou En-laj (od listopadu 1927), Siang Jing (od února 1928), Luo Teng-sien (od května 1928);[1]
  - kandidáti: Teng Čung-sia, Čou En-laj (člen od listopadu 1927), Mao Ce-tung (do listopadu 1927), Pcheng Kung-ta (do listopadu 1927), Čang Tchaj-lej (padl v prosinci 1927), Čang Kuo-tchao (do listopadu 1927), Li Li-san;[1]
  - členové stálého výboru prozatímního politbyra: Čchü Čchiou-paj, Su Čao-čeng, Li Wej-chan, Čou En-laj (od listopadu 1927), Luo I-nung (od listopadu 1927 do dubna 1928), Siang Jing (od února 1928), Luo Teng-sien (od května 1928), Žen Pi-š’ (od května 1928).[1]